# Jean-Baptiste Tuby

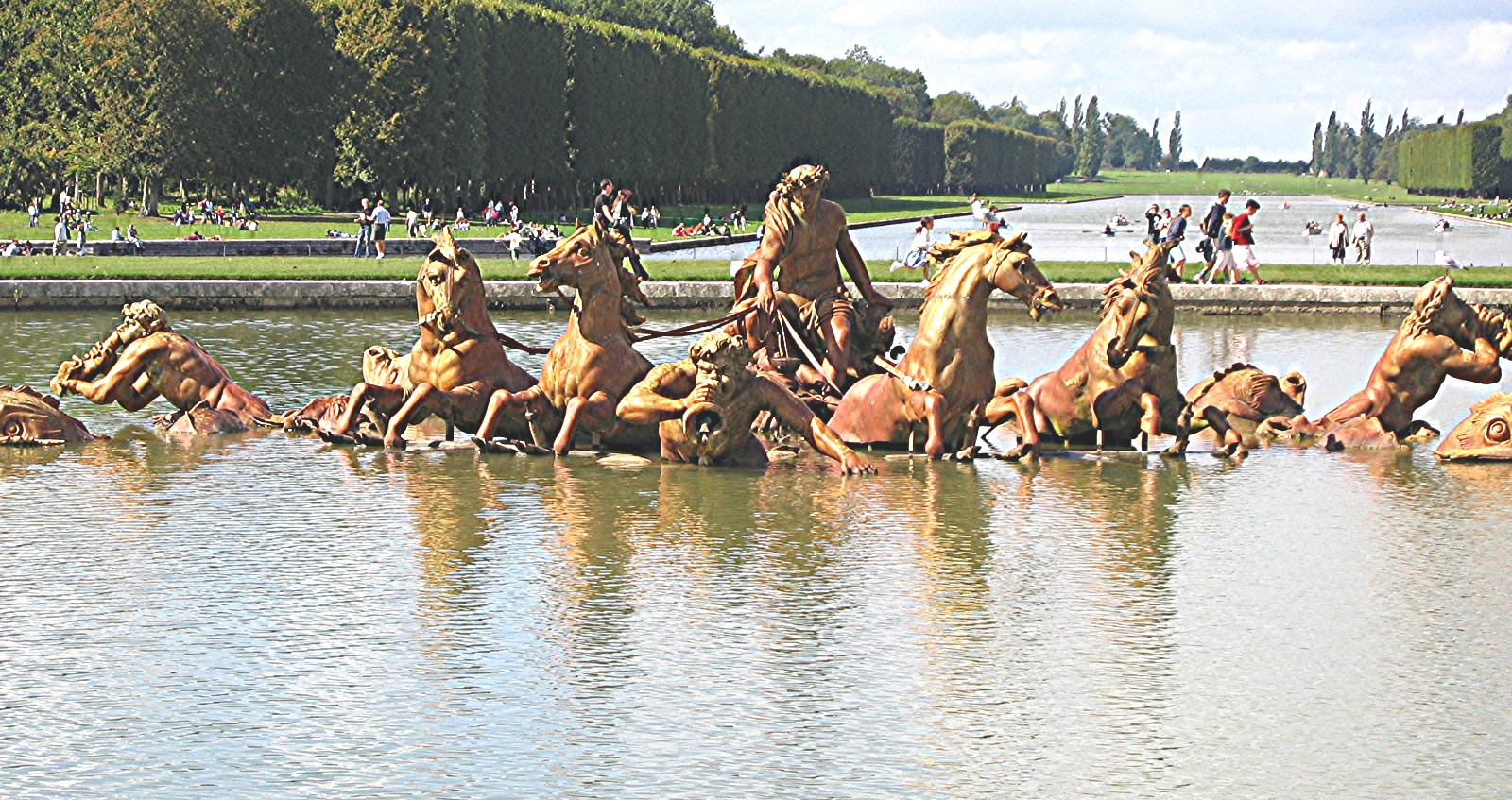
Detalle del Carro del Sol en el Palacio de Versalles por Jean-Baptiste Tuby.

Jean-Baptiste Tuby, ( Roma, 1635 - París, 1700) fue un escultor francés de origen italiano.

## Biografía
Al llegar a París alrededor de 1660, trabajó bajo la dirección de Charles Le Brun en la Manufactura de los Gobelinos. Realizó, sobre un diseño de Le Brun, las placas de mármol para la reparación de las arcadas principales del coro de la iglesia de Saint-Severin, en París.
Colaboró con Antoine Coysevox en la tumba del cardenal Mazarino, para la que ejecutó la figura de la Fidelidad (1689-1692), y realizó la tumba de la madre de Charles Le Brun.  También fue el encargado de esculpir la figura central de la tumba de Enrique de la Tour de Auvergne-Bouillon (1676-1680).
Trabajó para Jean-Baptiste Colbert en el parque de Sceaux, para el que realizó en mármol El invierno,  ahora en el Jardín del Luxemburgo). Participó en la decoración escultórica del Museo Carnavalet, en París.
Colaborando con Antoine Coysevox trabajó para Luis XIV en la ejecución de las fuentes del Palacio de Versalles, trabajo al que dedicó la mayor parte de su actividad:
- El Carro del Sol, grupo central de la balsa de Apolo (1668-1671).
- Los grupos de dos amores retozando alrededor de una mata de juncos en una isla cubierta de flores, decoración secundaria de la balsa de la Flora (1672-1674).
- El Poema lírico, mármol, 2,4 metros de altura, en la parte superior de la balsa de Latona.
- El Amor, en el Laberinto.

Elegido académico en 1663, obtuvo la nacionalidad francesa en 1672.